# Billy Bond
Billy Bond (La Spezia, 19 de novembro de 1944), nascido Guiliano Canterini, é um músico, cantor e produtor teatral ítalo-argentino. Ele foi um dos pioneiros do rock argentino e vocalista do grupo La Pesada del Rock and Roll. Após a última ditadura militar da Argentina, ele foi para o exílio no Brasil, onde vive e trabalha desde então. Tornou-se um bem-sucedido produtor de musicais de teatro encenados no Brasil.

## Carreira musical no Brasil
No Brasil desde 1974, Bond produziu artistas como Ney Matogrosso e integrou a histórica banda brasileira Joelho de Porco. Foi um dos produtores que trouxe o grupo Queen para o país em 1981. Liderou os grupos Billy Bond & Quem São Eles? em 1982 e Billy Bond & Os Desconhecidos de Sempre em 1985.
Na década de 1980, produziu o programa BB Video Clip, na Rede Record, onde contracenava com o apresentador Eládio Sandoval usando apenas a voz e a mão, se escondendo atrás do pseudônimo "contrarregra maluco".

## Carreira teatral
Ao longo da temporada de shows promocionais do álbum O Herói, em 1979, começou a se envolver com teatro.  A partir de 1999, começa a atuar definitivamente com musicais, dirigindo a versão brasileira de Rent. Dirigiu a seguir O Beijo da Mulher Aranha (2000) e Os Miseráveis (2001).
Desde 2003, direciona seu trabalho teatral para revisitar clássicos da Literatura Infantil como musicais. Sua primeira montagem do gênero foi O Mágico de Oz, seguida por Pinóquio – o Musical (2006). Em seguida, montou A Bela e a Fera, Peter Pan, Branca de Neve, A Bela Adormecida e Alice no País das Maravilhas.

## Discografia[6][7]
- 1968: Yo, Billy Bond
- 1969: Las dos caras de Billy Bond
- 1971: Billy Bond y La Pesada del Rock and Roll (com Billy Bond y La Pesada del Rock and Roll)
- 1972: Buenos Aires Blus (com La Pesada)
- 1972: Billy Bond y La Pesada del Rock and Roll Volumen 2 (com Billy Bond y La Pesada del Rock and Roll)
- 1972: Tontos (Operita) (com Billy Bond y La Pesada del Rock and Roll)
- 1973: Billy Bond y La Pesada del Rock and Roll Volumen 4 (com Billy Bond y La Pesada del Rock and Roll)
- 1974: La Biblia (com Ensamble Musical de Buenos Aires)
- 1977: A Bíblia (com Ensamble Musical de Buenos Aires)
- 1978: Joelho de Porco (com Joelho de Porco)
- 1979: Billy Bond and The Jets (com Billy Bond and The Jets)
- 1979: O Herói
- 1982: Ligue a TV (com Billy Bond & Quem São Eles?)
- 1992: Yo Me Amo